# Первая американская оккупация Доминиканской Республики
Американская оккупация Доминиканской Республики (англ. United States occupation of the Dominican Republic) — период военной оккупации Доминиканской Республики войсками США в 1916—1924 годах. Вторжение было одно из многих военных акций в Латинской Америке, предпринимаемые американскими вооруженными силами во время политики большой дубинки. Американцы под предлогом защиты от Германии и восстановления порядка вторглись в Доминиканскую Республику.

## Перед оккупацией
Экономическое положение Доминиканской Республики в начале XX века было катастрофическим, настолько, что в январе 1905 года, в соответствии с доктриной Монро, Соединенные Штаты взяли на себя таможенный контроль над страной. В результате в 1907 году внешний долг снизился с 40 до 17 миллионов долларов. В 1906 году президент Карлос Моралес подал в отставку, а в последующие годы в стране произошла серия восстаний и переворотов, которые поставили страну на грань гражданской войны. В 1914 году президент Вудро Вильсон предъявил враждующим группировкам ультиматум, заявив, что, если они не достигнут соглашения, Соединенные Штаты сами навяжут новое правительство. Затем было достигнуто соглашение о новых выборах в октябре, на которых победителем вышел Хуан Исидро Хименес Перейра.
В апреле 1916 года Дезидерио Ариас, военный министр Доминиканской Республики, захватил власть в результате государственного переворота, вынудив Перейру уйти в отставку и предоставив Соединенным Штатам предлог для оккупации страны.

## Интервенция
13 мая 1916 года контр-адмирал Уильям Капертон вынудил Десидерио Ариасa оставить Санто-Доминго, пригрозив бомбардировкой города.. Первые морские пехотинцы высадились три дня спустя. Хотя они установили эффективный контроль над страной в течение двух месяцев, силы Соединенных Штатов не провозгласили военное правительство до ноября.

## Оккупация
В ноябре 1916 года Соединенные Штаты установили военное правительство во главе с контр-адмиралом Гарри Шепардом Кнаппом. Большинство доминиканских законов и институтов оставались неизменными при военном правлении, хотя нехватка доминиканцев, желающих служить в кабинете министров, вынудила военного губернатора контр-адмирала Гарри Ш. Кнаппа заполнить ряд портфелей военно-морскими офицерами США. Морские пехотинцы наводят порядок в большинстве регионов республики, за исключением Восточного региона. Бюджет страны восстанавливается, ее долг сокращается, возобновляется экономический рост. Реализуются инфраструктурные проекты с новыми дорогами, которые впервые в ее истории соединят все регионы страны. Была создана новая профессиональная военная организация — Доминиканская полицейская гвардия (исп. Guardia Nacional; англ. National Guard). На протяжении большей части оккупации пресса и радио подвергались цензуре, а публичные выступления были ограничены.
Однако большинство доминиканцев возмущаются потерей своего суверенитета, и начинается партизанское движение, возглавляемое генералом Рамоном Натерой. Оно пользовалось значительной поддержкой населения в восточных провинциях Эль-Сейбо и Сан-Педро-де-Макорис. Партизаны сражались против американских оккупантов с 1917 по 1921 год. Американские войска, используя тактику выжженной земли и авиацию, к 1921 году разгромили партизан.
После Первой мировой войны общественное мнение в США начало выступать против оккупации. В итоге 30 июня 1922 года был заключёно соглашение, известное как «План Хьюза-Пейнадо», позволяющее назначать временного президента до тех пор, пока могут быть организованы выборы. Под руководством Верховного комиссара Самнера Уэллеса с 21 октября 1922 года в должность временного президента вступил Хуан Баутиста Вичини Бургос. Во время президентских выборов 15 марта 1924 года Орасио Васкес, союзник американцев, сотрудничавший с правительством США, легко победил Франсиско Х. Пейнадо. Партия Васкеса «Альянса» также получила уверенное большинство в обеих палатах Национального конгресса Доминиканской Республики. С его инаугурацией 13 июля контроль над республикой вернулся в руки доминиканцев.
Оккупация завершилась 27 декабря 1924 года. В 1941 договор о внешнем контроле таможенных доходов страны был отменён и контроль над ними вернулся к национальному правительству.